# CSG Het Noordik
CSG Het Noordik, voluit Christelijke Scholengemeenschap Het Noordik, is een christelijke scholengemeenschap voor middelbaar onderwijs, met vier locaties: HAVO en VWO (incl. Gymnasium) aan de Noordikslaan in Almelo, VMBO aan de Catharina van Renneslaan in Almelo, en VMBO in Vriezenveen en Vroomshoop. Sinds schooljaar 2012/2013 kan men op de locatie in Vroomshoop ook de onderbouw HAVO/VWO volgen.
CSG Het Noordik is in 1995 uit een fusie tussen de Christelijke MAVO en het Christelijk Lyceum ontstaan. Het merendeel van de leerlingen heeft een protestantse achtergrond.
Het Noordik doet veel aan kunst en cultuur en heeft een samenwerking met kunstacademie ArtEZ. De school participeert in debattoernooien en neemt deel aan het Europees Jeugdparlement. Daarnaast is Het Noordik een Topsport Talentschool (voorheen LOOT-school). 

## (Oud-) leerlingen en docenten
- Arjen Gerritsen[1]
- Sebastiaan Stöteler[2]
- Bert Webbink[3]
- Sanne Wevers[4]
- Lieke Wevers[5]